# Sac de paper

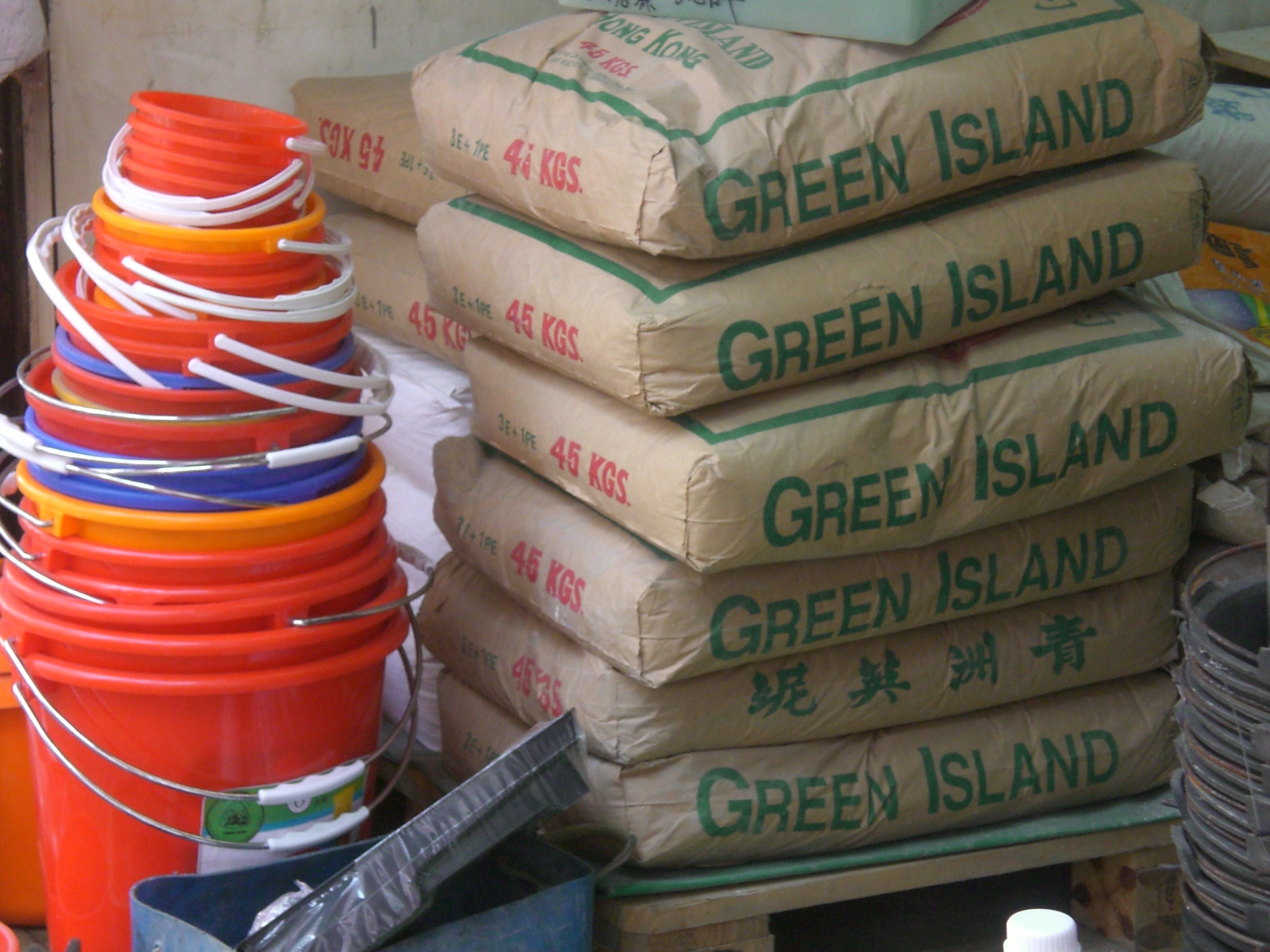
Sacs de ciment

Un  sac de paper  és un embalatge fabricat en paper d'alta qualitat i gramatge, generalment paper d'estrassa de fibra verge, que és utilitzat normalment per al transport de matèria en pols, com ara farina, ciment, aliment d'animals, etc.
Sol constar de diverses capes per atorgar resistència, i una exterior menys resistent on s'imprimeixen les instruccions, marca comercial, etc.
La capacitat és variable, cada país estableix una normativa de massa màxima per motius de seguretat laboral.

## Nota
1. ↑  Pierre-Claude Aïtcin. Binders for durable and sustainable concrete.  Taylor & Francis, 20 agost 2007, p. 138–. ISBN 9780415385886 [Consulta: 29 juny 2011].